# Ferran Fontana Grau
Ferran Fontana Grau (Reus, 1893 - Tarragona, 1939) va ser un advocat, escriptor i compositor musical català.

## Biografia
Fill d'una família de l'alta burgesia comercial reusenca, era germà d'Enric Fontana Grau, dirigent dretà que va organitzar la C.E.D.A. a Reus el 1935. Cursà la carrera d'advocat a Barcelona. Una vegada llicenciat, quasi obligat pel seu avi, obrí bufet a la ciutat comtal i s'especialitzà de criminalista. Per raons professionals entrà en contacte amb medis llibertaris i se'n feu un convençut militant.
Actuà sovint de defensor dels militants dels Sindicats Únics anarquistes, amb Lluís Companys i Francesc Layret. En l'aixecament militar de juliol de 1936 era a Reus, i es posà al davant del Sindicat d'Espectacles. Fou el principal organitzador i dirigent de la Col·lectivitat d'Espectacles Públics a Reus durant la guerra civil, controlat per la CNT, i que agrupava els músics, actors i empleats dels teatres i cinemes de la ciutat que havien col·lectivitzat el Teatre Bartrina i els cinemes Kursaal, Sala Reus i Monumental Cinema.
Publicà diversos llibres tècnics de temàtica jurídica i estrenà algunes obres teatrals. A Reus estrenà el 1933 la sarsuela de caràcter social "La Hija del Dictador" (1931); el 1936 "Amor y metralla" que tingué un autèntic èxit de públic i se'n van haver de fer diverses representacions, i el 1937 "La canción de retaguardia".
El 1939 va ser detingut, empresonat al Castell de Pilats a Tarragona i afusellat per sentència d'un consell de guerra, tot i les gestions que sembla que va fer el seu nebot Josep Maria Fontana Tarrats, aleshores Jefe Provincial del Movimiento.